# Wilhelm Grzybek
Wilhelm Grzybek (ur. 24 lutego 1895 w Lubomi - zm.7 czerwca 1921 w Bukowie) – powstaniec śląski.
Ukończył szkołę powszechną w Lubomi. W latach I wojny światowej służył w armii niemieckiej. Po powrocie do kraju od 1919 należał do oddziału w Lubomi Polskiej Organizacji Wojskowej Górnego Śląska. Podczas III powstania śląskiego dowódca 6 kompanii lubomskiej 2 baonu 4 pułku strzelców raciborskich. Zginął 7 czerwca 1921 roku w walkach pod Bukowem. Pośmiertnie mianowany sierżantem.